# 2024 RW1
2024 RW1, provvisoriamente denominato CAQTDL2, era un piccolo (~1 m) asteroide e meteoroide, appartenente sia alla classe degli asteroidi Apollo, che del gruppo Alinda, scoperto da Jacqueline B. Fazekas nell'ambito del progetto Mount Lemmon Survey il 4 settembre 2024.

## Caratteristiche
Questo asteroide si è disintegrato nell'atmosfera terrestre appena ad est della costa dell'isola di Luzon (coordinate 18,0° N, 122,9° E), nel nord delle Filippine, lo stesso giorno della scoperta, il 4 settembre 2024 alle ore 16:39:32 UTC (corrispondente al 5 settembre 2024 alle ore 00:39:32 dell'ora solare filippina).
È il nono asteroide rilevato e tracciato nello spazio prima che cadesse sulla Terra. L'osservazione del bolide dalla superficie terrestre è stata limitata a causa del tifone Yagi.
Secondo Peter Jenniskens, la frammentazione precoce osservata nei video registrati da Luzon orientale, il precoce aumento di luminosità della meteora, la lunga scia e le numerose esplosioni, combinati con la bassa inclinazione dell'orbita d'impatto e del semiasse maggiore, collocano l'asteroide nel Gruppo Alinda – una famiglia di asteroidi in risonanza di moto medio 3:1 con Giove – e suggeriscono che 2024 RW1 potrebbe essere stato un oggetto di tipo condrite carbonacea CM2.
Secondo il CNEOS, la disintegrazione è avvenuta a un'altitudine di 25 km a una velocità di 19,7 km/s. L'energia totale irradiata è stata di 6,2×1010 J e l'energia totale calcolata dell'impatto è stata di 0,2 kton. Ciò corrisponde a un impattatore con una massa di 4400 kg e un diametro da 1,5 a 1,8 metri a seconda della sua densità (probabilmente 1,4–1,5 m se si tratta di una condrite carbonacea).